# 大湯温泉 (鹿角市)

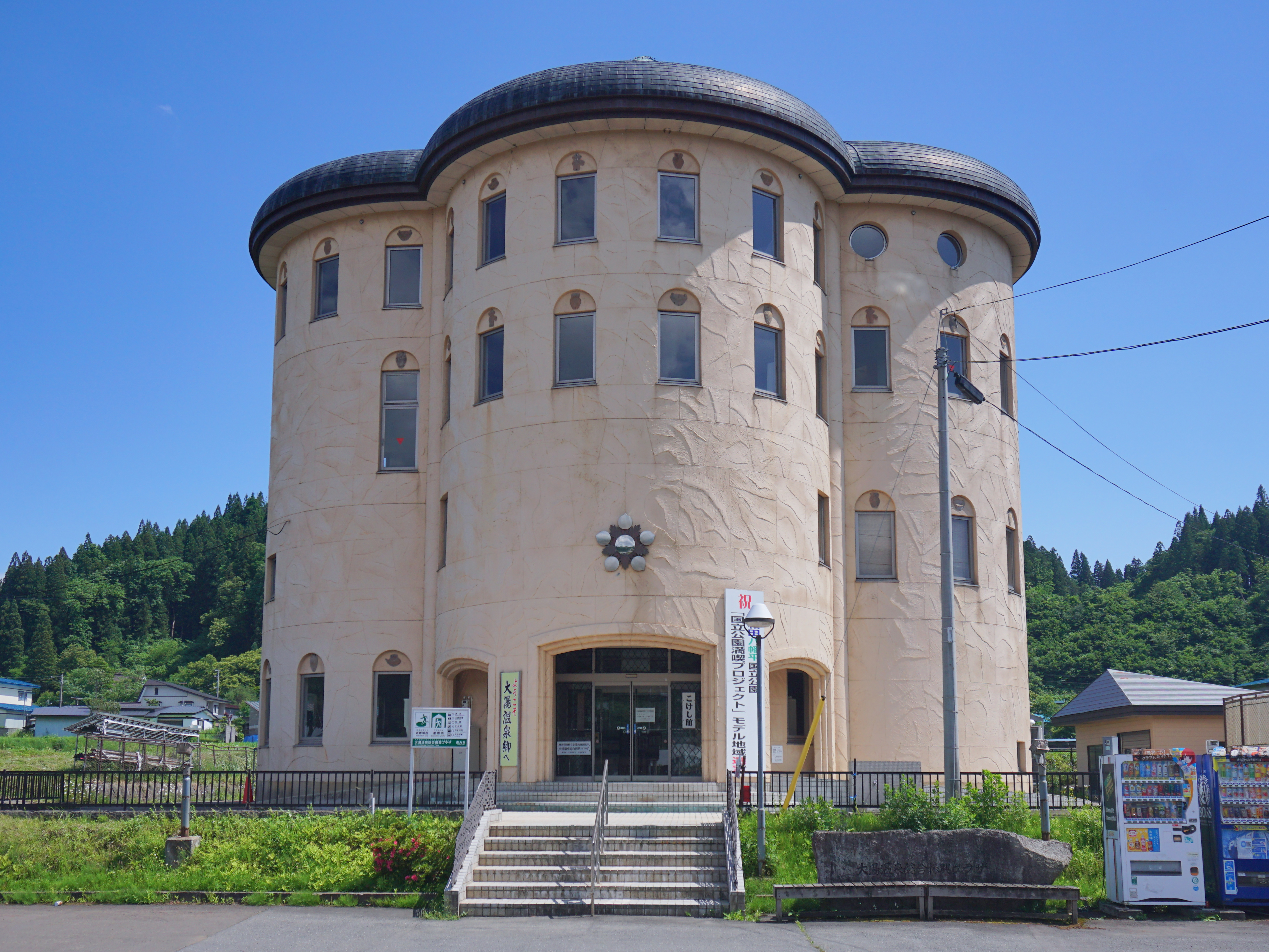
大湯温泉総合振興プラザ こけし館

大湯温泉（おおゆおんせん）は、秋田県鹿角市（旧国陸奥国、明治以降は陸中国）にある温泉。十和田大湯、とも名乗っている。

## 泉質
- ナトリウム - 塩化物泉

## 温泉街
大湯川沿いに7軒の旅館、4軒の共同浴場（上の湯、下の湯、川原の湯、荒瀬共同浴場）が存在する。
温泉地は十和田湖観光の拠点の1つともなっており、また大湯環状列石にも近い。
ここから、林道を介して四角岳や中岳への登山路が通じている。

## 歴史
伝承によれば800年前の開湯。文献に登場するのは1469年（下の湯）である。
江戸時代は盛岡藩の家老・北氏（大湯南部氏）の知行地であり、下の湯は同藩の保養地でもあった。盛岡鹿角を結ぶ来満街道の宿駅でもあり、街道を行き来する旅人などが1日の疲れを癒した。不老倉鉱山や小坂鉱山など鹿角一帯の鉱山が盛んな頃は鉱山で働く人々の保養地として栄えた。近代になり十和田観光が盛んになるとその南玄関口として多くの観光客を迎えた。

## アクセス
- 鉄道
  - 花輪線十和田南駅下車、十和田タクシーバスで約20分。
  - 花輪線鹿角花輪駅下車、秋北バスで約40分。
  - 東北本線盛岡駅下車、「とわだこ号」で約1時間30分。
- バス
  - JRバス東北十和田湖駅から「とわだこ号」で約40分。
  - JRバス東北十和田湖駅から秋北バスで約50分。
- 車
  - 東北自動車道 十和田ICから国道103号経由、約8 km（秋田県道66号十二所花輪大湯線との交差点付近）
- 乗合タクシー
  - 大館能代空港より乗合タクシー（愛のりくん ・十和田湖号）[1]で1時間15分。